# Tatra-Jug K-1M8
K-1M8 – typ ukraińskiego, szerokotorowego wagonu tramwajowego, wytwarzanego od 2006 r. w zakładach Tatra-Jug; montaż tramwaju miał miejsce w Południowych zakładach budowy maszyn im. O. M. Makarowa w Dnieprze. K-1M8 jest rozwinięciem konstrukcyjnym modelu K-1. Środkowy człon tramwaju jest niskopodłogowy: udział niskiej podłogi wynosi 40%.
Prototypowy egzemplarz został skonstruowany z wagonów K-1 o numerach 99058 і 99059. Przez kilka lat wagon testowano w Dnieprze; nie zdecydowano się jednak na jego zakup i zwrócono go producentowi. 8 października 2010 r. tramwaj dostarczono do kijowskiej zajezdni im. Szewczenki, skąd miałby być wysyłany na linię szybkiego tramwaju. З stycznia 2011 r. rozpoczęto liniową eksploatację tramwaju K-1M8 na linii nr 3. Obecnie w Kijowie eksploatowane są cztery wagony tego typu.

## Opis

### Nadwozie i wnętrze
Nadwozie wagonu zbudowane zostało ze stali. Obszary, które mogą ulec korozji, wykonane zostały z materiałów kompozytowych lub stali nierdzewnej. Tramwaj składa się z trzech członów połączonych ze sobą przegubami; pierwszy oraz trzeci człon jest wysokopodłogowy, natomiast człon środkowy posiada obniżoną podłogę, umieszczoną 360 mm nad główką szyny. Pudło wagonu pokryto farbą antykorozyjną. Fabrycznie tramwaj otrzymał barwy biało-czerwone: fartuch oraz część burt otrzymała kolor biały, natomiast pozostałe części wagonu pomalowano na kolor czerwony.
Dostęp do przedziału pasażerskiego umożliwiają drzwi odskokowo-wychylne. Po lewej stronie zamontowano 15 okien, natomiast po prawej – 10 okien. Wnętrze wyposażono w system ogrzewania i wentylacji. 
Siedzenia w przedziale pasażerskim, wykonane z tworzyw sztucznych, zamontowane zostały w układzie 2+1. Oświetlenie wnętrza stanowią lampy neonowe.